# 埃斯泰扎尔格
埃斯泰扎尔格（法語：Estézargues，法語發音：[ɛstezaʁɡ]）是法国加尔省的一个市镇，位于该省东部，属于尼姆区。

## 地理
埃斯泰扎尔格（43°56'25"N, 4°38'13"E）面积11.59 平方千米，位于法国奧克西塔尼大區加尔省，该省份为法国南部沿海省份，南端濒地中海，北起顺时针与阿尔代什省、沃克吕兹省、罗讷河口省、埃罗省、阿韦龙省和洛泽尔省接壤。
与埃斯泰扎尔格接壤的市镇（或旧市镇、城区）包括：瓦利吉耶尔、多马藏、富尔内斯、罗谢福尔迪加尔、圣伊莱尔多济扬、泰济耶。

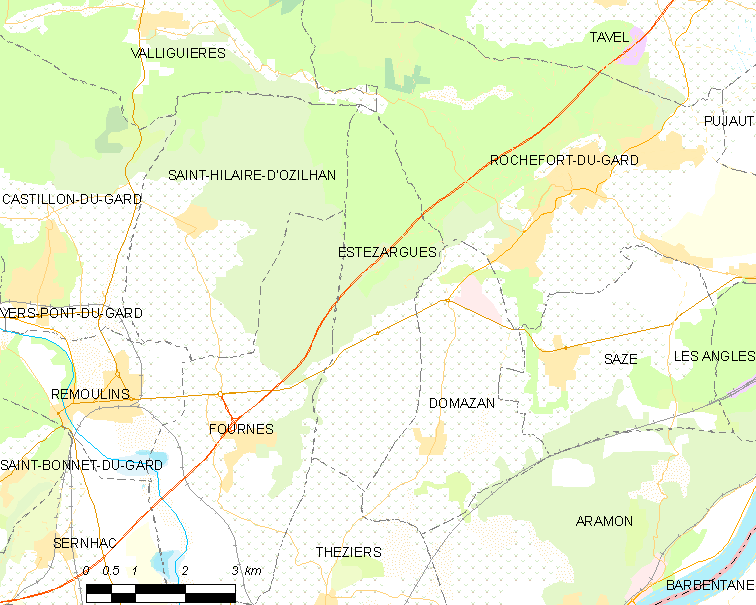
埃斯泰扎尔格的OSM定位图

埃斯泰扎尔格的时区为UTC+01:00、UTC+02:00（夏令时）。

## 行政
埃斯泰扎尔格的邮政编码为30390，INSEE市镇编码为30107。

## 政治
埃斯泰扎尔格所属的省级选区为勒代桑县。

## 人口

1962-2008年间埃斯泰扎尔格人口变化图示

埃斯泰扎尔格于2022年1月1日时的人口数量为605人。